# EU-Gipfel 2011
Der EU-Gipfel 2011 fand vom 8. bis 9. Dezember in Brüssel statt. Den Vorsitz hatte der Präsident des Europäischen Rates, Herman Van Rompuy.

## Themen
Zentrales Thema des Treffens waren Verhandlungen über eine verbindliche Verschuldungsgrenze und entsprechende Sanktionen zu verhandeln.
Frankreich und Deutschland hatten rechtsverbindliche Regeln zum Schutz der Euro-Währung gefordert, um der Finanzkrise weiter entgegenzuwirken. Zur Debatte hatten gesetzlich verankerte Schuldengrenzen in den Euro-Mitgliedstaaten oder ein härteres Vorgehen gegen Defizitsünder gestanden.
Der britische Premierminister David Cameron sprach sich während der Verhandlungen laut Diplomaten für ein Einstimmigkeitsprinzip bei EU-Beschlüssen zur Finanzmarktregulierung aus.
Trotz langer Verhandlungen mit Großbritannien kam es zu keiner Verständigung. Großbritannien hatte seine Zustimmung zu den EU-Vertragsänderungen nicht gegeben. Auch Ungarn war mit der Änderung des Vertrags von Lissabon nicht einverstanden. Schweden und die Tschechische Republik müssten die EU-Vertragsänderungen mit ihren Parlamenten diskutieren, hatte der französische Staatschef Nicolas Sarkozy erklärt. Immerhin hatten sie eine spätere Beteiligung an der Fiskalunion in Erwägung gezogen. EU-Kommissionspräsident José Manuel Barroso hatte die Lage nach stundenlangen Verhandlungen so geschildert: „Es war nicht möglich, Einstimmigkeit zu erzielen.“
Am Ende des Gipfels hatten sich also nur 23 der 27 EU-Staaten zu einer sehr viel größeren Haushaltsdisziplin und härteren Kontrollen verpflichtet. Es wurde betont, dass man bis März 2012 einen neuen Vertrag schließen wolle. Ein zwischenstaatlicher Vertrag zwischen den 17 Euro-Ländern und sechs weiteren EU-Staaten könne schneller in die Tat umgesetzt werden als eine Vertragsänderung, hatte EU-Ratschef Herman Van Rompuy nach den gescheiterten Verhandlungen bekräftigt. „Geschwindigkeit ist nötig, um die Glaubwürdigkeit zu erhöhen“, erklärte Rompuy. Es wurde nicht ausgeschlossen den Vertrag später nochmal anzupassen.
Bundeskanzlerin Angela Merkel und EZB-Präsident Mario Draghi hatten die Beschlüsse des EU-Gipfels gelobt. Diese Beschlüsse seien wichtige Schritte zur Stabilisierung der Eurozone. Die Bundeskanzlerin hatte erklärt: „Wir werden eine neue Fiskalunion schaffen, die zugleich auch eine Stabilitätsunion ist.“

## Beschlüsse im Überblick
- Euro-Staaten sollen grundsätzlich ihren Staatshaushalt ausgleichen. Bei außergewöhnlichen Umständen sind Netto-Neuverschuldungen bis zu maximal 3 % zulässig.
- Bei Überschreiten dieser Grenze soll ein "automatischer Korrekturmechanismus" in Gang gesetzt werden. Der Europäische Gerichtshof soll über die Umsetzung in nationales Recht wachen.
- Das Sanktionsverfahren soll künftig nur mit einer qualifizierten Mehrheit der EU-Finanzminister zu stoppen sein.
- Länder, gegen die ein Sanktionsverfahren läuft, sollen ein verbindliches Programm zu Reformen und bei der Kommission und beim Rat abliefern.[4]

Neben den Verhandlungen rund um die Änderung des EU-Vertrags war auch der Beitritt Kroatiens zur Europäischen Union besprochen und beschlossen worden. Der Vertrag war in Brüssel unterzeichnet worden. Kroatien sollte am 1. Juli 2013 Mitglied werden. Serbien hingegen war der Status als Beitrittskandidat vorerst verweigert worden.